# Elisabeth Schwarzkopf
Olga Maria Elisabeth Friederike Schwarzkopf (født 9. december 1915 i Jarotschin i Preussen, død 3. august 2006 i Schruns i Vorarlberg) var en tysk operasanger (sopran), der med sin karakteristiske og kultiverede sangteknik var én af 1900-tallets mest anerkendte operasangerinder. 

## Biografi
Elisabeth Schwarzkopf blev født i den preussiske provins Posen, der siden 1919 er en del af Polen. Hun viste allerede i meget ung alder interesse for musik og sang sin første operarolle i 1928 som Eurydike i en skoleopsætning af Orfeus og Eurydike i Magdeburg.
I 1934 begyndte Schwarzkopf at studere ved musikkonservatoriet i Berlin, først som mezzosopran senere som koloratursopran. Hun debuterede som professionel ved Statsoperaen i Berlin den 15. april 1938 som anden blomsterpige i 2. akt af Richard Wagners opera Parsifal. Hun sang i Berlin i fire år og blev medlem af nazipartiet. Det medførte, at hun blev boykottet i USA længe efter krigen.
Hun blev især elsket i Mozart (Grevinden i Figaros bryllup) , Strauss (Marskalinden i Rosenkavaleren)  og Hugo Wolf (lieder). 
Gennem sit ægteskab med den fremtrædende britiske klassiske musikproducent og senere direktør for Royal Opera House Covent Garden i London, Walter Legge, blev hun britisk statsborger i 1953. I 1992 blev hun adlet af dronning Elisabeth 2.
Fra 1982 til 2003 boede hun i Zumikon ved Zürich, og her er hun bisat. Fra 2003 og til sin død boede hun i Schruns i Vorarlberg.